# والمورئا
والمورئا (به ایتالیایی: Valmorea) یک کومونه در ایتالیا است که در استان کومو واقع شده‌است. والمورئا ۳٫۲ کیلومتر مربع مساحت و ۲٬۶۶۴ نفر جمعیت دارد و ۴۰۰ متر بالاتر از سطح دریا واقع شده‌است.